# Regierung Moltke II

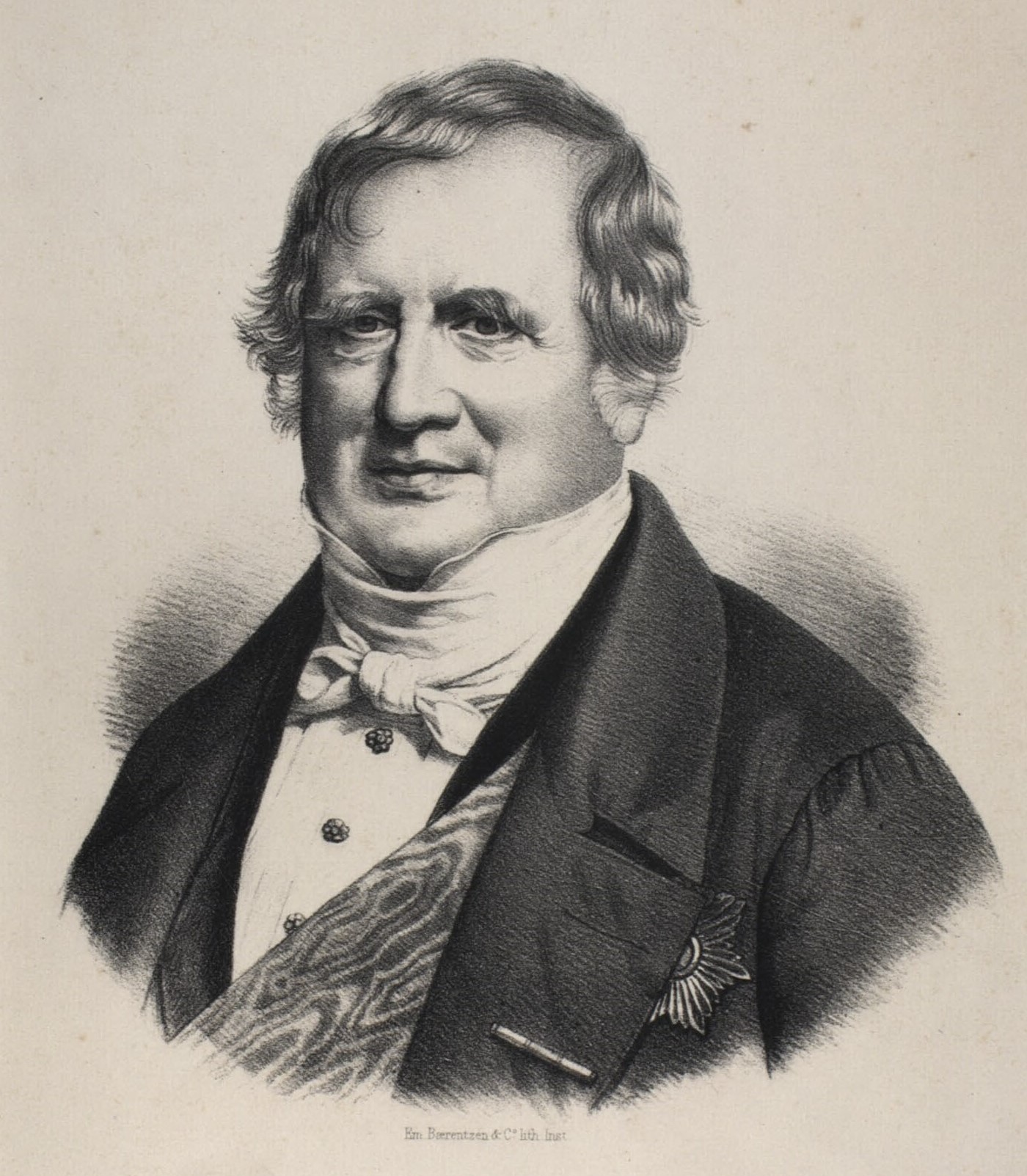
Adam Wilhelm Moltke

Das Kabinett Moltke II, auch „Novemberministerium“ genannt, stellte von 16. November 1848 bis 13. Juli 1851 die dänische Regierung. Das von Adam Wilhelm Moltke gebildete Kabinett war deutlich konservativer als die Vorgängerregierung geprägt.

## Kabinettsliste
| Kabinett Moltke II („Novemberministerium“) 16. November 1848 – 13. Juli 1851 | Kabinett Moltke II („Novemberministerium“) 16. November 1848 – 13. Juli 1851 | Kabinett Moltke II („Novemberministerium“) 16. November 1848 – 13. Juli 1851 | Kabinett Moltke II („Novemberministerium“) 16. November 1848 – 13. Juli 1851 | Kabinett Moltke II („Novemberministerium“) 16. November 1848 – 13. Juli 1851                                                                                     |
| Amt                                                                          | Name                                                                         | Antritt                                                                      | Abgang                                                                       | politische Verortung |
| ---------------------------------------------------------------------------- | ---------------------------------------------------------------------------- | ---------------------------------------------------------------------------- | ---------------------------------------------------------------------------- | --- |
| Premierminister                                                              | Adam Wilhelm Moltke                                                          | 16. Nov. 1848                                                                | 13. Juli 1851                                                                | |
| Außenminister                                                                | Adam Wilhelm Moltke                                                          | 16. Nov. 1848                                                                | 6. Aug. 1850                                                                 | konservativ (Højre) |
| Außenminister                                                                | Holger Reedtz                                                                | 6. Aug. 1850                                                                 | 13. Juli 1851                                                                | Konservativ, Verfechter des Gesamtstaates |
| Finanzminister                                                               | Wilhelm Sponneck                                                             | 16. Nov. 1848                                                                | 13. Juli 1851                                                                | konservativ (Højre), Befürworter des Gesamtstaats, Gegner der Eiderpolitik, u. a. Mitglied im Fønixklub, der die konservativen Gesamtstaatsbefürtworter sammelte |
| Innenminister                                                                | Peter Georg Bang                                                             | 16. Nov. 1848                                                                | 21. Sep. 1849                                                                | liberal, stand in der schleswigschen Frage zwischen konservativen Gesamtstaatsbefürwortern und Nationalliberalen, stand für Landreformen                         |
| Innenminister                                                                | Mathias Hans Rosenørn                                                        | 21. Sep. 1849                                                                | 13. Juli 1851                                                                | moderat-liberal, verfolgte ebenfalls Landreformen |
| Justizminister                                                               | Carl Emil Bardenfleth                                                        | 16. Nov. 1848                                                                | 13. Juli 1851                                                                | konservativ, aber befürwortete das eiderdänische Programm |
| Kriegsminister                                                               | Christian Frederik von Hansen                                                | 16. Nov. 1848                                                                | 13. Juli 1851                                                                | konservativ |
| Kultusminister                                                               | Johan Nicolai Madvig                                                         | 16. Nov. 1848                                                                | 13. Juli 1851                                                                | nationalliberal, befürwortete eine Teilung Schleswigs |
| Marineminister                                                               | Christian Christopher Zahrtmann                                              | 6. Apr. 1848                                                                 | 10. Aug. 1850                                                                | konservativ |
| Marineminister                                                               | Carl Irminger                                                                | 10. Aug. 1850                                                                | 25. Nov. 1850                                                                | |
| Marineminister                                                               | Carl van Dockum                                                              | 25. Nov. 1850                                                                | 13. Juli 1851                                                                | |
| Minister für Schleswig                                                       | Fritz Tillisch                                                               | 5. März 1851                                                                 | 13. Juli 1851                                                                | zunächst nationalliberal, später konservativ |
| Minister ohne Geschäftsbereich                                               | Henrik Nicolai Clausen                                                       | 18. Nov. 1848                                                                | 13. Juli 1851                                                                | nationalliberal, gehörte der Regierung nach dem Durchbruch der Gesamtstaatspolitik 1851 nicht mehr an                                                            |